# Chris Cahill
Christopher Bruce Cahill (Sydney, 25 dicembre 1984) è un ex calciatore australiano naturalizzato samoano, di ruolo difensore.

## Vita privata
Suo fratello Tim Cahill ha giocato in vari club europei, nordamericani e asiatici oltre che nella nazionale di calcio dell'Australia; i suoi cugini Ben Roberts, Joe Stanley, Jeremy Stanley sono giocatori di rugby con apparizioni nella nazionale degli All Blacks.

## Carriera

### Club
Ha giocato la maggior parte della sua carriera nel St. George.

### Nazionale
Conta 3 presenze e 2 reti con la Nazionale samoana.